# 祝書元
祝 書元（しゅく しょげん、1879年 - 没年不明）は、清末民初の官僚・政治家・実業家。別号は読楼。北京政府では電気・電信行政部門で各職を歴任し、民間会社でも幹部をつとめた。中華民国臨時政府や南京国民政府（汪兆銘政権）華北政務委員会でも要職を歴任している。

## 事績

### 清末・北京政府での活動
1900年（光緒26年）、京師同文館を卒業。清末は鄂湖電政管理局監督、京師工巡捐局局長、外城巡警総庁検事などを歴任した。
北京政府では交通部秘書として任用され、1913年（民国2年）3月19日に晋豫電政管理局監督に任命される。翌1914年（民国3年）7月18日に内政部典礼司司長となり、1916年（民国5年）12月2日までつとめた。1921年（民国10年）11月21日から1922年（民国11年）6月2日まで交通部電政司司長代理・署理をつとめ、1923年（民国12年）1月30日から1924年（民国13年）11月5日まで同司長に正式就任している。この間、交通部電政督弁なども兼任した。1926年（民国15年）、交通部電政司幇弁に任命されている。
実業界においては、1923年（民国12年）7月20日に株式会社中華電気製作所の代表取締役に就任し、1925年（民国14年）2月5日までつとめた。

### 親日政権での活動
王克敏らによる中華民国臨時政府創設に祝書元も参与し、1938年（民国27年）1月1日、行政委員会秘書長兼総務局長に任命された。同年12月24日、法部秘書長（法部総長：朱深）へと異動し、翌1939年（民国28年）10月9日には秘書長在任のまま法部次長を兼任している。その一方で、日本の国策会社北支那開発及び中支那振興両社の子会社として華北電信電話（華北電電）が1938年8月に発足すると、祝は監査役に選任され、日本敗戦まで在任したと見られる。
南京国民政府（汪兆銘政権）に臨時政府が合流して華北政務委員会に改組されると、臨時政府の法部は引き継がれずに廃止されたため、祝書元はいったん政府官職から離れる。しかし1943年（民国32年）3月16日、祝は華北政務委員会秘書庁庁長代理として起用され、政界に復帰した（4月3日に正式就任）。4月9日には華北剿共委員会総会事務主任も兼任したが、これは5月9日に早くも辞任（兼職解除）している。11月11日、華北政務委員会の機構改革によって秘書庁が廃止されたため、祝も下野した。
日本敗戦後、祝書元は蔣介石国民政府の漢奸名簿に掲載された。しかし、華北政権の引渡しなどで功績があったと見なされ、軍事委員会委員長北平行営主任・李宗仁の手配により祝は名簿から削除されたとされる。
これ以降における祝書元の動向は不詳となっている。

## 注
1. 1 2  帝国秘密探偵社編(1943)、「支那」67頁。
2. 1 2 3  満蒙資料協会編(1941)、1136・1140頁。
3. ↑  尾崎監修(1940)、152頁及び大陸文化研究所編(1939)、188頁は、「1881年生まれ」としている。本記事では便宜的に、後年の資料の生年記載を優先する。
4. 1 2 3  尾崎監修(1940)、152頁。
5. 1 2  大陸文化研究所編(1939)、188頁。
6. ↑  中華民国政府官職資料庫「姓名：祝書元」
7. ↑  印刷局編『官報』大正12年8月16日、398頁。
8. ↑  印刷局編『官報』大正14年3月23日、534頁。
9. ↑  臨時政府令、民国27年1月1日（『政府公報』第1号、民国27年1月17日、臨時政府行政委員会公報処、14-15頁）。
10. ↑  「政府組織大綱発表」『同盟旬報』2巻1号通号20号、昭和13年1月上旬号（1月20日発行）、同盟通信社、26頁。
11. ↑  臨時政府令、令字第308号、民国27年12月24日（『政府公報』第50号、民国28年1月（日数不明）、臨時政府行政委員会情報処公報室、1頁）。
12. ↑  臨時政府令、令字第489号、民国28年10月9日（『政府公報』第106・107号合刊、民国28年10月16日、臨時政府行政委員会情報処第四科、10頁）。
13. ↑  北電会編(1975)、106-108頁。
14. ↑  華北政務委員会令、会字第1019号、民国32年3月16日（『華北政務委員会公報』第199･200期合刊、民国32年4月9日、本会8頁）。
15. ↑  国民政府令、民国32年4月3日（『華北政務委員会公報』第211期、民国32年6月11日、国府3頁）。
16. ↑  華北政務委員会令、会字第1141号、民国32年4月9日（『華北政務委員会公報』第205･206期合刊、民国32年5月9日、本会3頁）。
17. ↑  華北政務委員会令、会字第1231号、民国32年5月10日（『華北政務委員会公報』第212期、民国32年6月6日、本会6-7頁）。
18. ↑  「華北政務委員会改組」『外交時報』108巻5号通号936号、昭和18年12月1日、外交時報社、70頁。
19. ↑  華北政務委員会改組に伴う同委員会委員や総署幹部の罷免については、公報上に記載されていない。
20. ↑  張(1963)、167頁。